# Helicobia gregoriana
Helicobia gregoriana är en tvåvingeart som beskrevs av Boris Borisovitsch Rohdendorf 1971. Helicobia gregoriana ingår i släktet Helicobia och familjen köttflugor.
Artens utbredningsområde är Kuba. Inga underarter finns listade i Catalogue of Life.